# The Hurricane Heist
The Hurricane Heist is een Amerikaanse heist- en rampenfilm uit 2018 onder regie van Rob Cohen.

## Verhaal
In 1992 moeten Will en Breeze Rutledge samen met hun vader evacueren vanwege de Categorie 5 Orkaan Andrew. Tijdens hun evacuatie komt hun vader door een losgeraakte tank om het leven.
In het heden nadert een andere orkaan een plaats in Alabama en overheidsagente Casey Corbyn (Maggie Grace) heeft mede de leiding over een overheidsfaciliteit waar oud geld wordt vernietigd. Als er een probleem is met het de versnipperaar gaat Casey erop uit om reparateur Breeze Rutledge (Ryan Kwanten) te halen. Tijdens haar afwezigheid wordt de faciliteit overvallen door de mannen Connor Perkins (Ralph Ineson) en moet Casey met behulp van Breeze en Will Rutledge (Toby Kebbell) de zaak redden.

## Rolverdeling
- Toby Kebbell als Will Rutledge
- Maggie Grace als Casey Corbyn
- Ryan Kwanten als Breeze Rutledge
- Ralph Ineson als Connor Perkins
- Melissa Bolona als Sasha Van Dietrich
- Ben Cross als sheriff Jimmy Dixon